# تشارلز برانش ويلسون
تشارلز برانش ويلسون (بالإنجليزية: Charles Branch Wilson)‏ هو عالم قشريات ‏ وأحيائي أمريكي، ولد في 20 أكتوبر 1861 في إيكستر في الولايات المتحدة، وتوفي في 18 أغسطس 1941 في ويستفيلد في الولايات المتحدة.